# François Bignon (graveur)
Pour les articles homonymes, voir François Bignon et Bignon.
François Bignon est un graveur français né à Paris vers 1620, et mort en 1683.

## Biographie

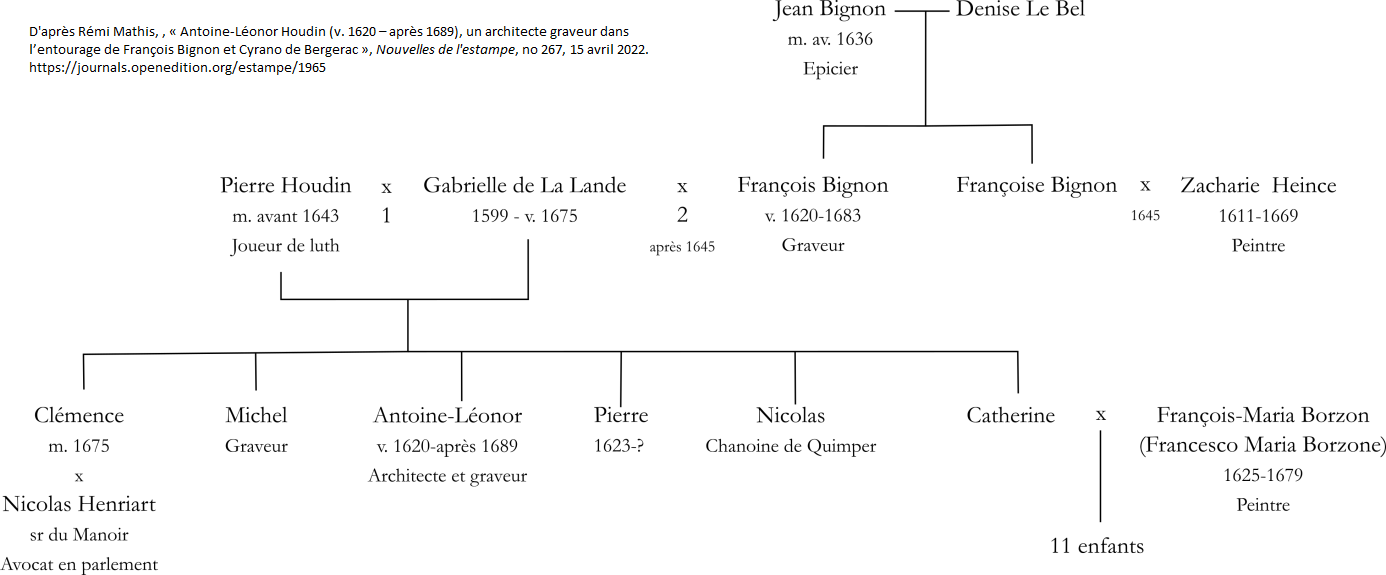
Arbre généalogique des familles Houdin, Bignon et alliées, par Rémi Mathis.

Né vers 1620, il est le fils d'un épicier parisien, Jean Bignon (mort avant 1636) et de Denise Le Bel. Il épouse après 1645 une femme plus âgée que lui, Gabrielle de La Lande, veuve de Pierre Houdin - ce qui fait de lui le beau-père d'Antoine-Léonor Houdin et d'autres grands enfants.
Il est par ailleurs le beau-frère du peintre et dessinateur Zacharie Heince, époux de sa sœur, avec qui il collabore largement,,.
Il est un proche de Savinien de Cyrano de Bergerac et de son cercle d'amis.
Il meurt en 1683, ne laissant pas d'enfants.

## Œuvre de François Bignon

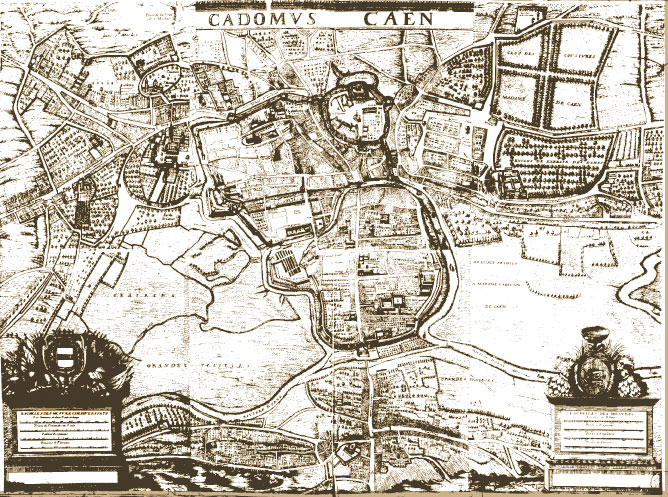
Caen au XVIIe siècle - François Bignon

- En 1672, François Bignon a gravé le plan de Caen, levé par Jacques Gomboust[6]
- Les portraits des Plénipotentiaires de la paix de Munster, en trente-cinq planches[7], Paris, Henry Sara, Jean Paslé, 1648
- Il a gravé au burin, conjointement avec Zacharie Heince ou Heinze et d'après les tableaux de Vouet, les portraits de la galerie du Palais-Royal[8] :